# Аншлюс

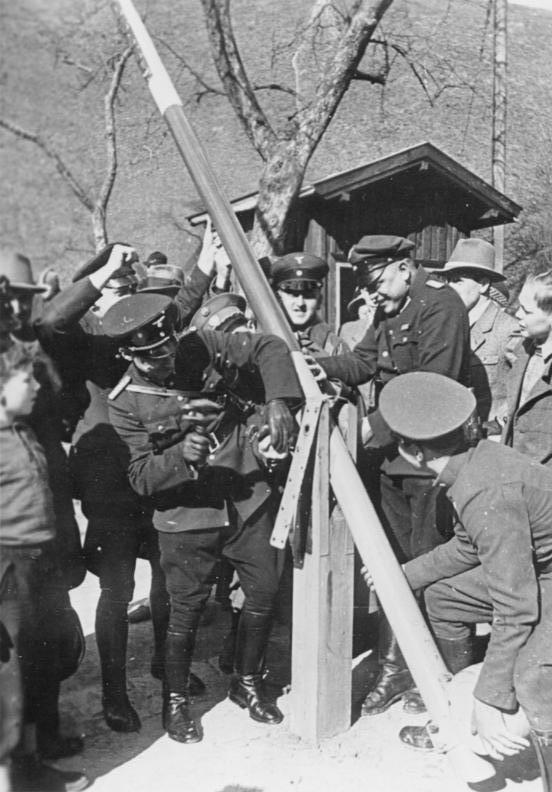
Німецькі й австрійські прикордонники демонтують шлагбаум на кордоні

48°06′58″ пн. ш. 13°35′38″ сх. д. / 48.115992° пн. ш. 13.593897° сх. д.
А́ншлюс (від нім. Anschluss, Anschluß Німецька: [ˈʔanʃlʊs] ( прослухати) — приєднання, об'єднання, анексія) — приєднання Австрії до нацистської Німеччини 11—13 березня 1938 року.

## Передісторія
Курс на створення австро-німецького союзу проводився керівництвом Німеччини протягом довгого часу.
7 жовтня 1879 підписана угода щодо того, «коли б одна з обох імперій, всупереч сподіванням і щирому бажанню обох високих договірних сторін, зазнала нападу з боку Російської імперії, обидві високі договірні сторони зобов'язані виступити на допомогу одна одній з усією сукупністю збройних сил своїх імперій і відповідно до цього не укладати миру інакше, як тільки спільно і за обопільною згодою».
Однією із вимог створеного 1891 Пангерманського союзу було об'єднання Австро-Угорщини з Німецькою імперією.
До об'єднання двох країн після Першої світової війни прагнули різні політичні сили по обох боках кордону, але держави-переможниці заборонили це в мирних трактатах, укладених з обома державами (Версальський і Сен-Жерменський).
4 жовтня 1922 прийнятий Женевський протокол, що забороняв аншлюс навіть у формі економічного союзу Австрії з Німеччиною.
У 1927 в Німеччині вийшла друком збірка «Проблема аншлюсу», що містила карту під заголовком «Національні німецькі землі в минулому та в сучасності». На ній зображувалася німецька «серединна Європа», до якої входили Німеччина, Австрійська республіка, більша частина Чехословацької республіки, південна Польща, землі Познані, Данцигський коридор, італійський Тіроль, дві третини Швейцарії, уся територія Голландії, майже половина Бельгії, частина півдня Королівства Угорщина, заходу Королівства Румунія та Північної Італії. У підписі було зазначено: «Історія Німеччини являє собою боротьбу за вирішення питань, що нині неймовірно загострилися. Ці питання становлять проблему створення німецької держави у Центральній Європі та розрахунку німецького народу зі східними сусідами… Тільки твердість забезпечить внутрішню єдність Центральної Європи супроти тиску народів та держав Заходу та Сходу… Бо ж територія німецького заселення поширюється за межі кордонів Німеччини в усій області Центральної Європи.»
У 1931 була спроба поєднати обидві держави митним союзом — невдала через спротив держав колишньої Антанти: 19 березня австрійський віце-канцлер Шобер та німецький міністр закордонних справ Курціус підписали угоду про єдиний митний закон, про узгоджені тарифи та про ліквідацію митного кордону між обома державами; Франція рішуче виступила проти митного союзу Австрії із Німеччиною, у чому її підтримала Англія. Внаслідок розгляду питання Лігою Націй та передачі його до Постійного міжнародного трибуналу, обидві країни повідомили про відмову від митного союзу за два дні до винесення рішення трибуналом 5 вересня 1931 року.

## Перша спроба Аншлюсу націонал-соціалістами

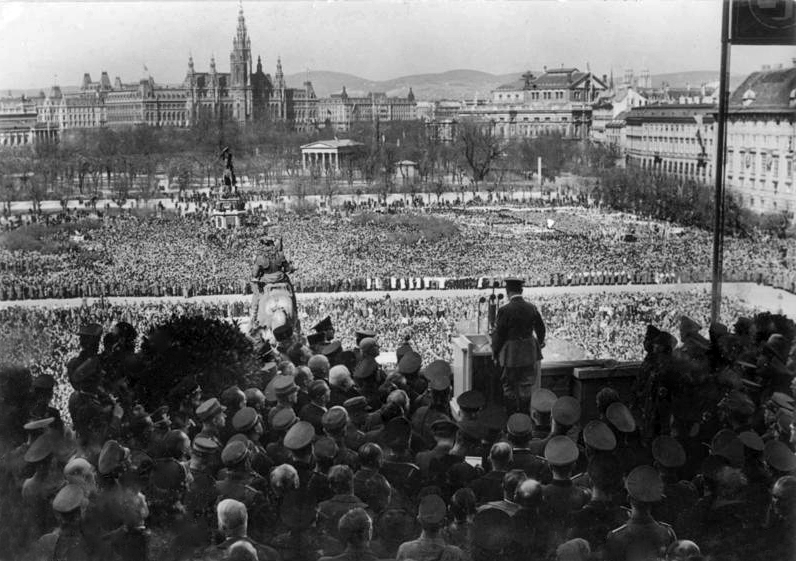
Адольф Гітлер оголошує аншлюс на Гельденпляц у Відні, 15 березня 1938

До ідеї аншлюсу повернувся Адольф Гітлер, коли прийшов до влади в 1933.
У липні 1934 австрійські та німецькі нацисти зробили невдалу спробу державного перевороту в Австрійській Республіці (вбивство Енгельберта Дольфуса), у ряді міст збройні загони нацистів виступали, вимагаючи «аншлюсу».
Італійський диктатор Беніто Муссоліні відреагував на це негативно. Він спішно мобілізував чотири дивізії, наказав їм підійти до кордону, на перевал Бреннер. Італійці готові були податися на допомогу австрійському уряду. Муссоліні розраховував на підтримку Великої Британії та Франції — але ці держави нічого не зробили.
Муссоліні виступив для преси: «Німецький канцлер не раз давав обіцянку поважати незалежність Австрії. Але події останніх днів з усією очевидністю показали, чи має намір Гітлер дотримуватися своїх слів перед Європою. Не можна підходити зі звичайними моральними мірками до людини, яка з таким цинізмом зневажає елементарні закони порядності».
Перспективи війни з Італією цілком вистачило, щоб Гітлер відступив і не ввів в Австрію війська. Без підтримки Німеччини переворот провалився.
Все змінилося, коли в жовтні 1935 Італія розв'язала війну проти Ефіопії. Захід засудив агресію Муссоліні: з листопада 1935 всі члени Ліги Націй взяли на себе зобов'язання бойкотувати італійські товари, відмовляти італійському уряду в кредитах, заборонити ввезення до Італії стратегічних матеріалів. А Німеччина підтримала Італію.
8 травня 1936 у зв'язку з перемогою в Ефіопії Муссоліні проголосив друге народження Римської імперії. Король Віктор Еммануїл III прийняв титул імператора Ефіопії. Захід не визнав цих захоплень. Гітлер же підтримав ідею другої Римської імперії і надіслав привітання.
Муссоліні не хотів, щоб у громадянській війні в Іспанії перемогли комуністи. Він слав серйозну допомогу генералу Франко — людьми, літаками, грошима, спорядженням. Гітлер теж воював в Іспанії. З 1936 року почалося зближення Муссоліні й Гітлера.
Щоправда, і після того Муссоліні довго довелося вмовляти. 4 січня 1937 Муссоліні на переговорах з Герінгом відмовлявся визнати «аншлюс». Він заявляв, що не потерпить ніяких змін в австрійському питанні.
Лише 6 листопада 1937 року Беніто Муссоліні заявив, йому «набридло відстоювати незалежність Австрії». Але й після того Муссоліні намагався перешкодити створенню «Великої Німеччини». Ніяких конкретних заяв із боку Великої Британії або Франції знову не було. Італія одна протистояла Німеччині, а міжнародна обстановка змінилася.
Гітлер був упевнений, що Італія не почне війни через Австрію.

## Ультиматум Гітлера

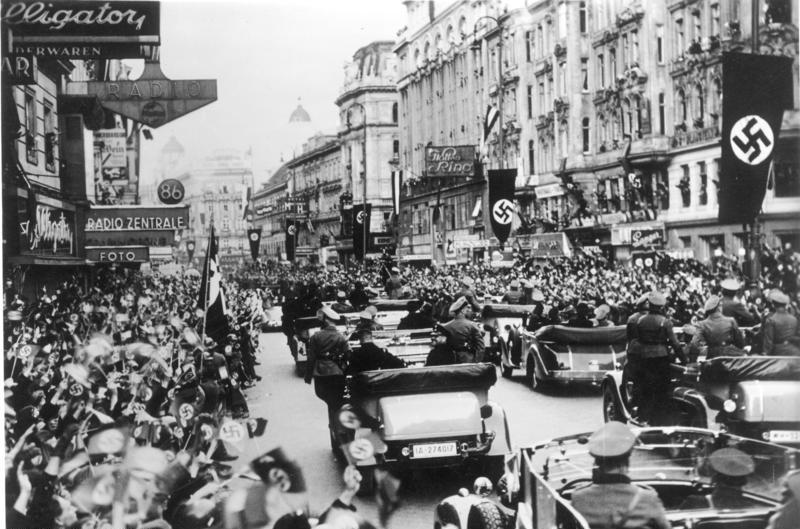
Вступ німецьких військ до Відня

12 лютого 1938 Гітлер зустрівся з австрійським канцлером Куртом Шушніґом та міністром закордонних справ Австрії Ґвідо Шмідтом у австрійському Зальцбурзі, де змусив його погодитися на допущення до влади австрійських нацистів. Втім, за Конституцією Австрії, лише Президент мав повноваження підписувати міжнародні угоди. Тоді Гітлер висунув вимоги до Шушніґа, аби той переконав Президента Вільгельма Мікласа погодитися на ультиматум, відвівши на це три дні. В той же час Гітлер віддав наказ імітувати зосередження військ на кордоні з Австрією та поширювати фальшиві новини щодо підготовки до збройного конфлікту.
Перед загрозою збройного вторгнення Президент Вільгельм Міклас здав свої позиції в останній день ультиматуму, 15 лютого, Шушніґ офіційно повідомив посла фон Папена, що берхтесгаденську угоду буде виконано до 18 лютого.
Виконуючи умови угоди, 16 лютого австрійський уряд оголосив загальну амністію для нацистів, включно з тими, хто був звинувачений у вбивстві Дольфуса, а також представили народу новий Кабінет, у якому нацист і прихильник об'єднання Австрії з Німеччиною Зейсс-Інкварт став міністром безпеки.
Невдовзі Шушніґ відрікся від цих домовленостей і анонсував плебісцит щодо аншлюсу, бо мав надію, що більшість австрійців не підтримає втрату незалежності. Проте 11 березня Гітлер направив австрійському канцлеру ультиматум, де вимагав, щоб той передав усю повноту влади австрійським нацистам, інакше німецька армія розпочне вторгнення. Термін ультиматуму спливав опівдні, але був подовжений на дві години. Не чекаючи на відповідь, Гітлер уже віддав наказ увести війська до Австрійської Республіки о першій годині дня. Фактично стався державний переворот, і Шушніґа змусили скасувати плебісцит. Розуміючи, що ані Французька Республіка, ані Велика Британія не налаштовані допомогти Австрійській Республіці зберегти самостійність, канцлер пішов у відставку, наказавши австрійській армії не чинити опору можливому німецькому вторгненню.

## Окупація Австрії
Президент Австрійської Республіки Вільгельм Міклас (Wilhelm Miklas) відмовився призначити лідера австрійських нацистів Артура Зейсс-Інкварта (Arthur Seyss-Inquart) канцлером. У цій ситуації за наказом Гітлера 12 березня німецькі війська ввійшли до Австрійської Республіки — без опору з боку австрійців. Посаду канцлера зайняв Артур Зейсс-Інкварт.
Вже наступного дня Гітлер оприлюднив підписаний ним закон, за яким Австрійську Республіку було включено до Третього Рейху як «Східну марку» (Ostmark).
10 квітня під контролем нацистів відбувся референдум, під час якого 99,73 % австрійців підтримали приєднання Австрійської Республіки до Третього Рейху.
Незважаючи на брутальне порушення Версальського та Сен-Жерменського договорів, Велика Британія та Французька Республіка майже ніяк не відреагували на ліквідацію Австрійської Республіки. Загалом міжнародна реакція на подію коливалася від нейтральної до позитивної, і лише Радянський Союз (у ноті до західних держав) та Мексика (у посланні до Ліги Націй) висловили протест проти очевидного акту анексії.

## Наслідки та їх ліквідація
Внаслідок аншлюсу Третій Рейх здобув важливі австрійські компанії (напр. Steyr Daimler Puch AG) та озброєння загальною вартістю близько 500 млн рейхсмарок, а на базі колишньої австрійської армії (Österreichische Bundesheer) створили дві німецькі піхотні дивізії (44-ту та 45-ту), 4-ту легку дивізію та дві гірські дивізії (2-гу та 3-тю).
Вигнання нацистських окупантів з Австрії в 1945 р. привело до відновлення її незалежності. 
Аншлюс було засуджено як акт агресії на Нюрнберзькому процесі. Вирок Міжнародного воєнного трибуналу, Нюрнберзький процес:
|  | Перед Трибуналом було висунуто твердження, що анексія Австрії була виправдана сильним прагненням до союзу між Австрією та Німеччиною, яке висловлювалося широкими колами. Стверджувалось також, що у цих народів було багато спільного, що робило такий союз бажаним, і що в результаті мети було досягнуто без кровопролиття. Такі твердження, навіть якщо вони слушні, фактично є несуттєвими, тому що факти з усією визначеністю доводять, що методи, які були використані для досягнення цієї мети, були методами агресора. Вирішальним фактором була воєнна міць Німеччини, яку та ладна була задіяти у тому випадку, якби вона зустріла бодай який-небудь спротив. |

Державний договір, підписаний у Відні 15 травня 1955 р., заборонив приєднання Австрійської Республіки до Німеччини.